# Obermeir
Obermeir ist ein deutscher Familienname.

## Herkunft und Bedeutung
Obermeir ist eine Variante des Familiennamens Meier.

## Varianten
- Obermaier, Obermeier, Obermair, Obermayer, Obermayr, Obermeyer

## Namensträger
- Daniela Obermeir (* 1959), deutsche Schauspielerin
- Gerlinde Obermeir (1942–1984), österreichische Journalistin und Schriftstellerin